# Maheshwar
Maheshwar (hindi महेश्वर) és una ciutat i nagar panchayat al districte de Khargone a Madhya Pradesh, Índia a 91 km d'Indore, a la riba nord del Narmada o Narbada a 22° 11′ N, 75° 35′ E / 22.18°N,75.58°E. El nom deriva de Mahesh, nom alternatiu de Xiva; el nom complet es tradueix per "Llar de Mahesh". Figura al cens del 2001 amb una població de 19.646; la població el 1901 era de 7.042 (al cens de 1881 figura com a l'entorn de 5000).
És famosa pels seus saris amb molt de colorit. Se l'anomena també Choli-Maheshwar per estar molt unida a Choli a uns 10 km al nord.

## Història
Maheshwar es deia antigament Mahishmati o Mahissati per l'existència de molts búfals (mahisha). Se l'esmenta al Ramayana i Mahabharata, amb connexió als germans Pandava; els puranes parlen de mahishas i mahishakas, la població de Mahishmati. A la literatura budista Mahishmati o Mahissati és esmentada com estació en la ruta entre Paithan i Sravasti (els altres eren Ujjain, Gonaddha, Bhilsa, Kausambhi i Saketa). Cunningham identifica la Mahishmati o Maheshwapura de Hiuen Tsiang amb Mandla però hi hauria d'haver un error al text per ser així. La primera notícia política és la dels Haihaya, ancestres dels Kalachuris de Chedi que entre el segle ix i xii van dominar gran part de l'Índia central. L'ancestre dels haihayes, Kartyavlryarjuna, hauria residit suposadament a Maheshwar. Els haihayes foren sotmesos al segle vii pel rei Vinayaditya dels chalukya occidentals, i Mahismati fou incorporada als dominis d'aquesta dinastia mentre els caps haihaya servien com a governadors hereditaris (Senyors de Mahismati la millor de les ciutats). A la caiguda de Malwa en mans dels paramares al segle ix, Maheshwar hauria estat una de les seves principals ciutats però després va perdre importància i al segle xiv sota domini del sultanat de Delhi, i després del 1401 quan Malwa va esdevenir sultanat independent, era una simple ciutat de frontera al Narbada. El 1422 fou conquerida per Ahmad I de Gujarat a Hoshang Shah de Malwa.
Sota Akbar el Gran fou capital d'un mahal anomenat Choli-Maheshwar al sarkar de Mandu a la suba de Malwa. Vers 1730 va passar a mans de Malhar Rao Holkar, però no va esdevenir important fins al 1767 quan Ahilya Bai, a la mort de Malhar Rao i del seu net Male Rao Holkar (1766-1767), va assolir el govern i va traslladar la capital a Maheshwar, el que la va convertir en centre de l'estat dels Holkar augmentant ràpidament la seva importància política, econòmica i comercial; s'hi van construir nombrosos temples i palaus. Tukoji I Rao Holkar (1795 - 1797) va conservar la capital en aquest lloc però a la seva mort, tot i mantenir la capitalitat nominal, va començar a declinar. Kashi Rao Holkar (1797 - 1799) hi va residir normalment però després va compatir honors amb Shahapura, i amb Rampura o Bhanpura. Jaswant I Rao Holkar (1799 - 1811) va entrar a la ciutat i va saquejar el tresor el gener de 1799 en nom d'un príncep menor d'edat titella, però el 1801 el peshwa va retornar Maheswar a Kashi Rao Holkar i Jaswant es va traslladar a Indore; després però fou altre cop la capital quan Koshi fou fet presoner (1802) i va morir a la presó el 1808, però compartida amb Indore i Rampura. Mort Jaswant va pujar al tron Malhar III Rao Holkar (1811 - 1833) que va residir generalment a Maheshwar fins al tractat de Mandasor de 1818; Malhar III fou reconegut maharajà hereditari pel govern britànic de l'Índia el 19 d'octubre de 1818 i un resident britànic fou nomenat a la cort dels Holkar, la qual es va establir a Indore (ciutat) el 3 de novembre de 1818. Hari Rao Holkar hi va estar empresonat del 1819 al 1834 quan fou portat al tron. Segons Malcom el 1820 tenia uns 17.000 habitants.

## Edificis
Té pocs edificis d'interès. Hi ha mesquites datades el 1563, 1682 i 1712. El monument més notable és la tomba de Ahilya o Ahalya Bai. Una capella dedicada a Yithoba o Itoji, germà de Jaswant Rao Holkar i un palau amb les deïtats tutelars dels Holkar completen els edificis a destacar.

## Imatges
Diverses imatges no compartides es poden veure a la Wikipèdia en anglès.